# Amos Midzi
Amos Bernard Muvengwa Midzi (* 4. Juli 1952 in Majanga, Chiweshe, Provinz Mashonaland Central, Südrhodesien; † 9. Juni 2015 in Beatrice, Harare, Simbabwe) war ein Diplomat und Politiker aus Simbabwe.

## Leben
Midzi wurde 1987 Botschafter in Kuba und verblieb bis 1993 auf diesem Posten. Am 11. Juni 1993 wurde er Nachfolger von Stanislaus Garikai Chigwedere als Botschafter in den USA und bekleidete diese Funktion bis zu seiner Ablösung durch Simbi Veke Mubako am 29. November 1999.
2002 wurde er von Präsident Robert Mugabe zum Minister für Energie und Energieentwicklung in dessen Regierung berufen und übte dieses Ministeramt bis 2004 aus. Sein Nachfolger wurde daraufhin Mike Nyambuya.
Zuletzt war Midzi in der Regierung von Präsident Mugabe zwischen 2004 und 2009 Minister für Bergbau und Bergbauentwicklung.